# Bumetopia oscitans
Bumetopia oscitans là một loài bọ cánh cứng trong họ Cerambycidae.